# Ctenophthalmus bisoctodentatus
Ctenophthalmus bisoctodentatus är en loppart som beskrevs av Friedrich Anton Kolenati 1863. Ctenophthalmus bisoctodentatus ingår i släktet Ctenophthalmus och familjen mullvadsloppor.

## Underarter
Arten delas in i följande underarter:
- C. b. bisoctodentatus
- C. b. heselhausi
- C. b. certus
- C. b. suciuae